# 荒木田久老
荒木田 久老（あらきだ ひさおゆ、延享3年11月21日（1747年1月1日） - 文化元年8月14日（1804年9月17日））は、江戸時代中期から後期にかけての伊勢神宮祠官、国学者。初名は正恭、後に正董と名乗った。通称は弥三郎、主税（ちから）、斎（いつき）など。号を五十槻と称し、家号を五十槻園（いつきのその）と称した。

## 生涯
伊勢国度会郡に生まれる。実父は外宮権禰宜橋村正身（はしむらまさのぶ）で、自身は二男にあたる。明和2年（1765年）江戸で賀茂真淵に師事し、国学や和歌などを学び、特に『万葉集』を研究した。『万葉考槻之落葉』『祝詞考追考』『日本紀歌之解』『続日本紀歌之解』『竹取翁歌解』などの研究書を著している。1775年（安永4年）内宮権禰宜の荒木田（宇治）久世の養子となり、荒木田久老と名乗る。なお、晩年は伊勢国の県門として本居宣長の学派と対立した。